# بيت السكري (الطويلة)

تعديل مصدري - تعديل

بيت السكري هي إحدى قرى عزلة نخلان بمديرية السياني التابعة لمحافظة إب، بلغ تعداد سكانها ٤٠ نسمة حسب تعداد اليمن لعام 2024م.